# Molenlanden

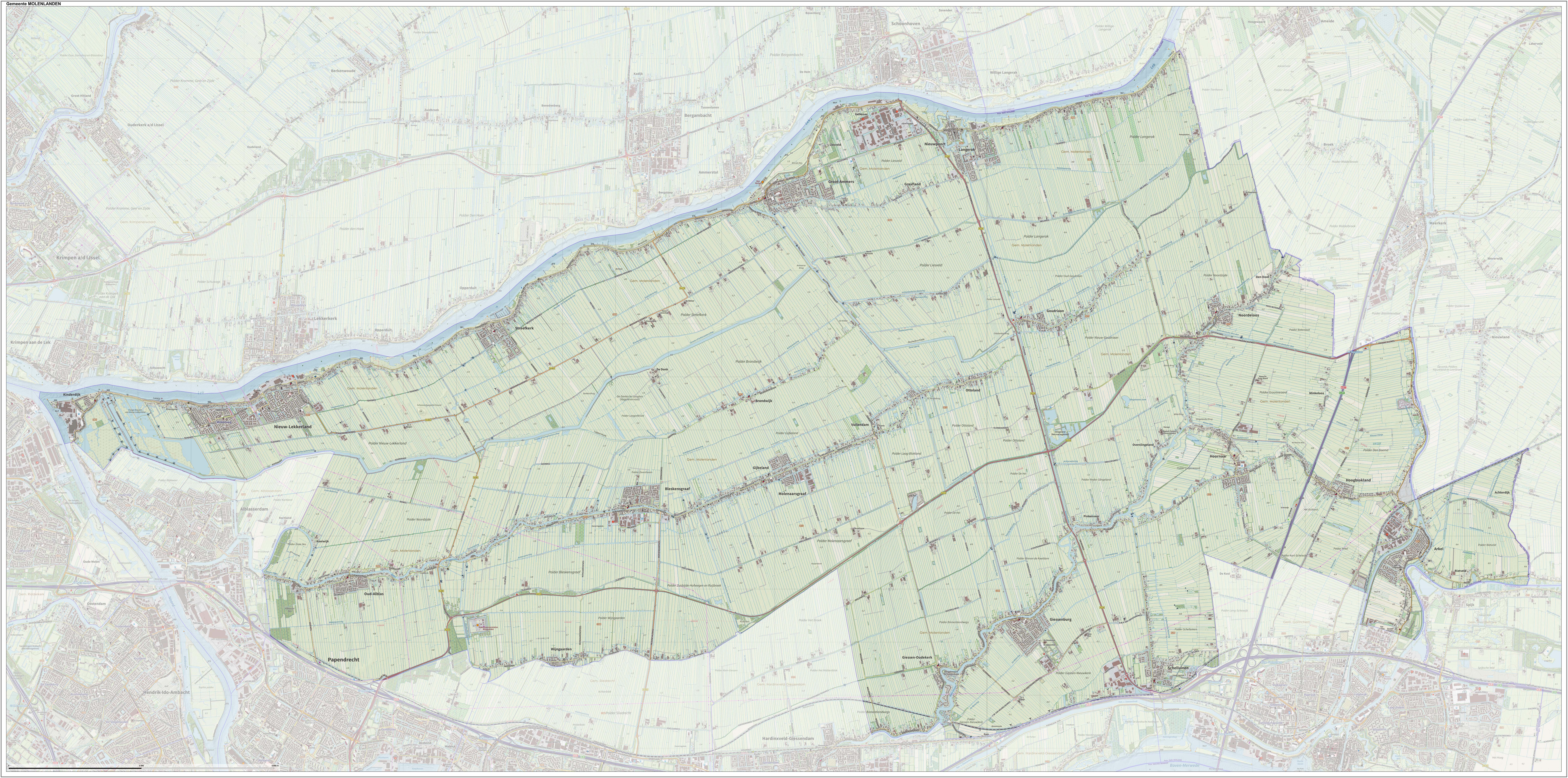
Topografische kaart van de gemeente Molenlanden

Molenlanden is een gemeente in de Nederlandse provincie Zuid-Holland, die op 1 januari 2019 is ontstaan uit een fusie van de gemeenten Molenwaard en Giessenlanden. De gemeente heeft een oppervlakte van 192 km² en telt op 22 november 2024 45.271 inwoners (bron: CBS).
De gemeenten Molenwaard en Giessenlanden kwamen vrijwillig tot het besluit om te fuseren. Het herindelingsontwerp werd vastgesteld op 30 januari 2017.
De naam is een samentrekking van de namen van de twee oude gemeenten en werd gekozen door middel van een stemming onder de bevolking, die plaatsvond in september 2017. Naast Molenlanden konden stemmers kiezen tussen de namen De Waard en Groenewaard. De drie opties waren door een jury geselecteerd uit namen die door inwoners waren ingestuurd.
In de gemeente liggen de Kinderdijkse molens die op de Werelderfgoedlijst van UNESCO staan.

## Kernen
De gemeente bevat twintig woonkernen, Nieuwpoort is van oudsher de enige stad. Nieuw-Lekkerland is de grootste plaats, maar het gemeentehuis staat centraal in Bleskensgraaf. De inwoneraantallen zijn in 2025:
| Woonplaats       | Inwoners |
| ---------------- | -------- |
| Nieuw-Lekkerland | 8635     |
| Giessenburg      | 4930     |
| Groot-Ammers     | 4455     |
| Arkel            | 3425     |
| Bleskensgraaf    | 2945     |
| Streefkerk       | 2495     |
| Oud-Alblas       | 2325     |
| Hoornaar         | 1960     |
| Langerak         | 1815     |
| Noordeloos       | 1810     |
| Hoogblokland     | 1440     |
| Nieuwpoort       | 1415     |
| Brandwijk        | 1375     |
| Schelluinen      | 1355     |
| Molenaarsgraaf   | 1275     |
| Ottoland         | 995      |
| Goudriaan        | 955      |
| Kinderdijk       | 790      |
| Wijngaarden      | 730      |

## Politiek en bestuur

### Gemeenteraad
De gemeenteraad van Molenlanden telt 27 zetels. Hieronder de behaalde zetels per partij vanaf 2018. 
| Partij                  | 2018 | 2022 |
| ----------------------- | ---- | ---- |
| Doe mee Molenlanden     | 7    | 8    |
| SGP                     | 5    | 6    |
| CDA                     | 6    | 5    |
| ChristenUnie            | 5    | 5    |
| VVD                     | 3    | 2    |
| Progressief Molenlanden | 1    | 1    |
| Totaal                  | 27   | 27   |

### College van B&W
Op 13 januari 2020 werd Theo Segers burgemeester van Molenlanden. De coalitie voor de periode 2022-2026 bestaat uit Doe mee!, SGP en VVD. Zie hieronder het college van burgemeester en wethouders voor de periode 2022-2026.
| Naam               | Functie            | Partij   | Portefeuille |
| ------------------ | ------------------ | -------- | --- |
| Theo Segers        | Burgemeester       | CU       | - Openbare Orde & Veiligheid - Regionale samenwerking - Algemene bestuurlijke zaken - Kabinetszaken & Representatie - Communicatie - Externe oriëntatie - Personeel en Organisatie |
| Arco Bikker        | Wethouder          | Doe mee! | - Wonen en Ruimtelijke Ordening |
| Jan Lock           | Wethouder          | SGP      | - Energie en Buiten |
| Bram Visser        | Wethouder          | VVD      | - Financiën en Maatschappelijk Middenveld |
| Maarten van Helden | Wethouder          | Doe mee! | - Economie, Bereikbaarheid en Participatie |
| Harmen Akkerman    | Wethouder          | SGP      | - Welzijn en Sociaal |
| Marko Does         | Gemeentesecretaris |          | |

## Monumenten
De gemeente telt een aantal rijksmonumenten, gemeentelijke monumenten en oorlogsmonumenten, zie:
- Lijst van rijksmonumenten in Molenlanden
- Lijst van gemeentelijke monumenten in Molenlanden
- Lijst van oorlogsmonumenten in Molenlanden

## Aangrenzende gemeenten
| Aangrenzende gemeenten | Aangrenzende gemeenten | Aangrenzende gemeenten | Aangrenzende gemeenten | Aangrenzende gemeenten |
| ---------------------- | ---------------------- | ---------------------- | ---------------------- | ---------------------- |
| Krimpenerwaard         |                        |                        |                        | Lopik (U)              |
|                        |                        |                        |                        |                        |
| Ridderkerk             | Vijfheerenlanden (U)   |                        |                        |                        |
| Alblasserdam           |                        |                        |                        |                        |
| Papendrecht            | Sliedrecht             | Hardinxveld-Giessendam | Gorinchem              | West Betuwe (Gld)      |